# Mictlana inops
Mictlana
Genre
Espèce
Synonymes
- Hoplobunus inops Goodnight & Goodnight, 1971

Mictlana inops, unique représentant du genre Mictlana, est une espèce d'opilions laniatores de la famille des Stygnopsidae.

## Distribution
Cette espèce est endémique du Tamaulipas au Mexique. Elle se rencontre à Gómez Farías dans des grottes.

## Description
Le mâle holotype mesure 4,3 mm.

## Systématique et taxinomie
Cette espèce a été décrite sous le protonyme Hoplobunus inops par Goodnight et Goodnight en 1971. Elle est placée dans le genre Troglostygnopsis par Šilhavý en 1974 puis dans le genre Mictlana par Cruz-López et Francke en 2015.

## Publications originales
- Goodnight & Goodnight, 1971 : « Opilionids (Phalangida) of the family Phalangodidae from Mexican caves. » Bulletin of the Association for Mexican Cave Studies, no 4, p. 33–45.
- Cruz-López & Francke, 2015 : « Cladistic analysis and taxonomic revision of the genus Karos Goodnight & Goodnight, 1944 (Opiliones, Laniatores, Stygnopsidae). » Zoological Journal of the Linnean Society, vol. 175, no 4, p. 827–891.